# 步協
步協（？—3世纪），臨淮淮陰人。三國時東吳將領，丞相步騭長子。
赤烏十年（247年），步騭逝世，步協繼承臨湘侯爵位，並接收原本父親的軍隊，加任撫軍將軍。吳景帝永安七年（264年）二月，曹魏剛於上一年滅掉蜀漢，步協與鎮軍將軍陸抗、征西將軍留平、建平太守盛曼等領兵圍攻魏國巴東守將羅憲，謀圖蜀漢故土。由此步協曾攻永安，但被羅憲固守。吳軍圍攻六個月未能攻破羅憲守軍，而魏國將領胡烈此時領援兵趕到，並進攻東吳重鎮西陵，吳軍於是解圍撤退。
步協子步璣、步璿。步協死後，步璣繼承臨湘侯爵位，後來其叔步阐据西陵叛吴投晋，遣步璿入晋都洛阳为质。晋朝以步璣监江陵诸军事、左将军，加散骑常侍，领庐陵太守，改封江陵侯；步璿为给事中、宣威将军，封都乡侯。后来陆抗破西陵，步阐、步玑等都被杀，步氏几乎灭族，只余下步璿奉祀。